# 小千谷市立図書館
小千谷市立図書館（おぢやしりつとしょかん）は、新潟県小千谷市にある公共図書館。図書館法第10条と小千谷市立図書館条例に基づき、設置・運営されている。
1977年（昭和52年）に建設された小千谷市土川の旧図書館は老朽化のため閉館し、2024年（令和6年）9月に小千谷市本町に新たに建設した図書館等複合施設「ホントカ。」内に移転することになった。

## 概要
2024年9月にオープンする図書館等複合施設「ホントカ。」は、公益財団法人小千谷総合病院の郊外への移転に伴い、図書館等複合施設整備事業により博物館相当施設、屋内広場、カフェ、スタジオ、ファブスペース、屋根付き屋外広場などとの複合施設として整備された。
館内は「子」「和」「会」「展」「鏡」「奏」「発」「作」「演」「知」「食」などの各アンカーで構成されている。
旧図書館3階には西脇順三郎に関する資料などが展示されている西脇順三郎記念室があった。新図書館では館内の「知（ち）」アンカーに展示されることになった。

## 歴史

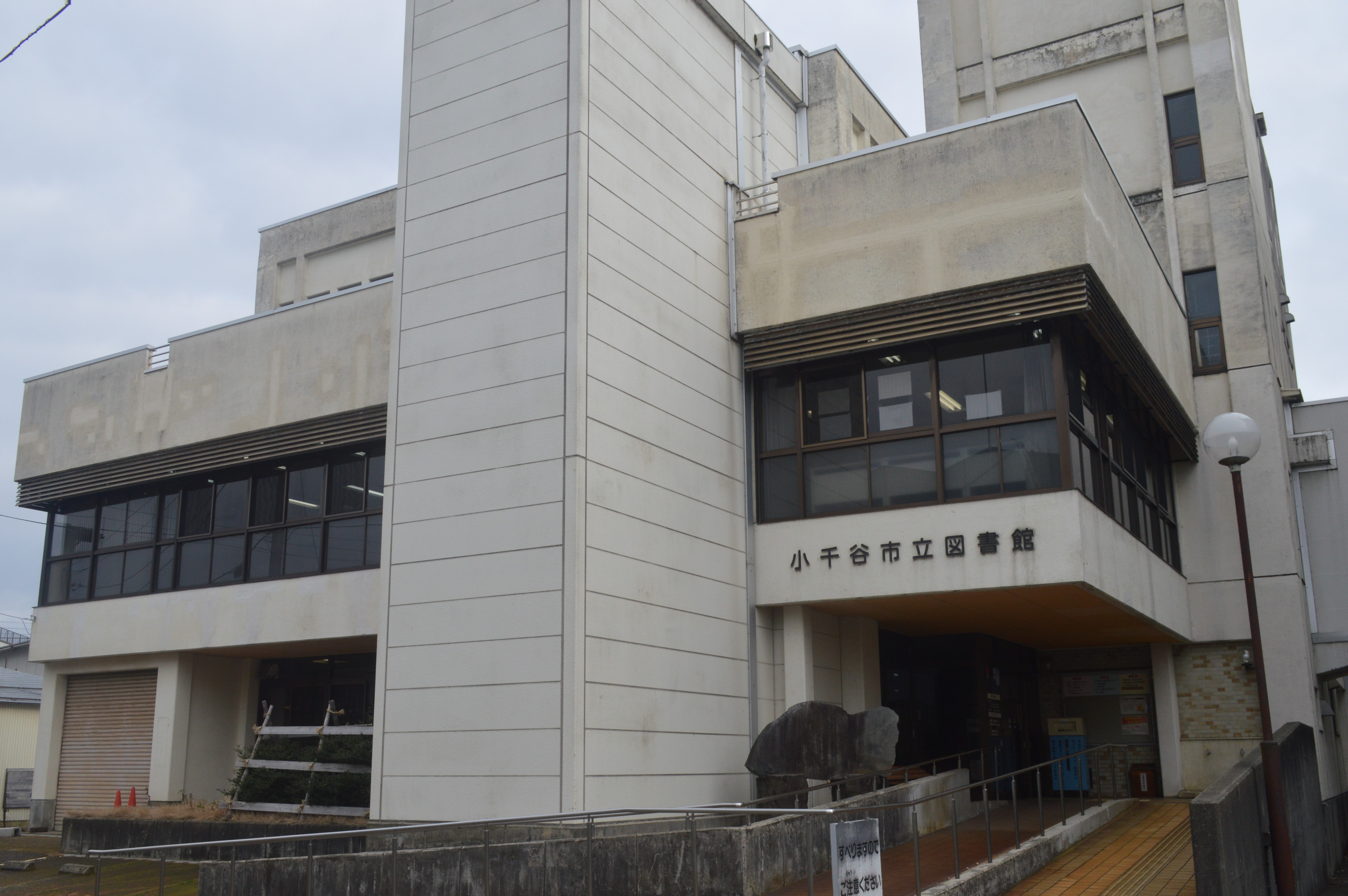
旧小千谷市立図書館

1977年（昭和52年）に鉄筋コンクリート造3階建ての建物が小千谷市土川に完成した。しかし、建物の老朽化、耐震性能の不足、手狭であることなどが問題となった。そこで小千谷市本町1丁目の旧小千谷総合病院に図書館を核として郷土資料館などの複数の機能を有する複合施設を建設して移転することとなった。小千谷市土川の図書館については、2024年（令和6年）3月末までに全フロアが閉館となった。
2024年9月に小千谷市本町1丁目の図書館等複合施設「ホントカ。」がオープンし移転することになっている。

## 利用案内
- 開館時間
  - 10:00～18:00
- 休館日
  - 毎週月曜日
  - 国民の祝日
  - 年末年始（12月29日～1月3日）
  - 特別整理期間（2月頃）
- 館外貸出
  - 図書 5冊以内、2週間以内
  - 視聴覚資料 2本以内、1週間以内
  - 利用資格 小千谷市･長岡市･川口町･見附市･出雲崎町の在住者、市内の職場･学校へ通勤･通学している者。

小千谷市片貝公民館･小千谷市東山公民館･小千谷市公民館東小千谷分館･小千谷市公民館川井分館･小千谷市公民館岩沢分館･小千谷市公民館真人分館でも図書の貸し出しを行っている。